# Boyes Hot Springs
Boyes Hot Springs és una població dels Estats Units a l'estat de Califòrnia. Segons el cens del 2000 tenia 6.665 habitants.

## Demografia
Segons el cens del 2000, Boyes Hot Springs tenia 6.665 habitants, 2.256 habitatges, i 1.495 famílies. La densitat de població era de 2.450,8 habitants per km².
Dels 2.256 habitatges en un 37,7% hi vivien nens de menys de 18 anys, en un 49,5% hi vivien parelles casades, en un 11% dones solteres, i en un 33,7% no eren unitats familiars. En el 25% dels habitatges hi vivien persones soles el 6,4% de les quals corresponia a persones de 65 anys o més que vivien soles. El nombre mitjà de persones vivint en cada habitatge era de 2,95 i el nombre mitjà de persones que vivien en cada família era de 3,53.
Per edats la població es repartia de la següent manera: un 28,5% tenia menys de 18 anys, un 10,7% entre 18 i 24, un 32,8% entre 25 i 44, un 20,2% de 45 a 60 i un 7,8% 65 anys o més.
L'edat mediana era de 32 anys. Per cada 100 dones de 18 o més anys hi havia 105,7 homes.
La renda mediana per habitatge era de 50.668 $ i la renda mediana per família de 54.469 $. Els homes tenien una renda mediana de 35.085 $ mentre que les dones 28.951 $. La renda per capita de la població era de 20.115 $. Entorn del 8,6% de les famílies i el 12% de la població estaven per davall del llindar de pobresa.

## Poblacions més properes
El següent diagrama mostra les poblacions més properes.